# Irineu Bornhausen
Irineu Bornhausen (25 mars 1896 à Itajaí - 11 août 1974 à Blumenau) est un homme politique brésilien. Il fut gouverneur de l'État de Santa Catarina de 1951 à 1956.
Son gouvernement fut marqué par le remboursement de toutes les dettes des gouvernements précédents ce qui permit d'importants investissements dans les infrastructures routières, notamment la route de la serra do Rio do Rastro.
Comme prévu dans la constitution de l'État de Santa Catarina de 1947, Irineu Bornhausen n'avait pas de vice-gouverneur. Ce poste fut recréé en 1955 par un amendement à la constitution.